# Вашловани (Тао)
Вашловани (груз. ვაშლოვანი) — историческая область и крепость в Тао (ныне территория Турции).

## История
Вашловани впервые упоминается в историческом произведении «История и восхваление венценосцев», принадлежащем историку эпохи царицы Тамары. В этом источнике говорится о гувернаторе Тао Гузан Абуласанисдзе: «управляющий Таоскари, Вашловани и многих других крепостей».
Частые упоминания Вашловани встречаются у хрониста конца XIII — начала XIV века в связи с событиями того времени. Хронист сообщает: «В то время Бека захватил... большую часть Тао, включая Вашловани»... В данном контексте Вашловани уже упоминается как регион.
В поздних источниках (XV—XVIII вв.) Вашловани перестаёт фигурировать как живой топоним. По всем данным, он локализуется в районе истока реки Олту, где расположены деревни Квемо и Земо Хндзорки. Название «Хндзорк» является армянским переводом грузинского «Вашловани».
В XVIII веке Вахушти Багратиони писал: «выше крепости Тортоми находится большой поселок Хензорет и дорога в Эрзурум». Источники подтверждают, что с XIV века в Тао начался приток переселенцев из соседних провинций Армении. Это подтверждается армянской рукописью, переписанной в одном из сел Тао. В результате дословного перевода армянскими переселенцами появилось новое название — «Хндзорк» (Вашловани), семантически связанное со старым. Форма «Хензорет», зафиксированная у Вахушти, возможно, появилась после повторной «грузинизации» региона, что отразилось в добавлении суффикса «-ет».